# 2022年至今的俄乌和平谈判
俄罗斯和乌克兰的和平谈判在2022年俄羅斯入侵烏克蘭后进行了多次。

## 背景

### 拒绝在戈梅利谈判
乌克兰政府从2月25日开始讨论与俄罗斯进行会谈的可能，直到俄罗斯要求乌克兰军队放下武器。此外，乌方反对在白俄罗斯境内举行会议。
2月27日上午，由俄罗斯总统助理弗拉基米尔·梅金斯基率领的俄罗斯代表团抵达白俄罗斯戈梅利。俄罗斯官员在没有与乌克兰代表会面的情况下表示乌克兰拒绝谈判。
乌克兰总统办公室发言人谢尔盖·尼基福罗夫（Сергій Никифоров）指出：
|  | 乌克兰的立场保持不变。我们准备在任何中立的地方会面：巴库、伊斯坦布尔、华沙、维也纳……我们继续邀请俄罗斯尽快坐到谈判桌前，挽救其军队的生命……。 |

### 计划在边境会面
在2022年2月27日中午的谈话中，乌克兰总统弗拉基米尔·泽伦斯基与白俄罗斯总统亚历山大·卢卡申科同意乌克兰代表团将在普里皮亚季河附近的乌克兰-白俄罗斯边境与俄罗斯代表团会面。
卢卡申科承诺，驻扎在白俄罗斯领土上的所有飞机、直升机和导弹将在乌克兰代表团的履行、谈判和返回期间留在地面上 。

## 谈判

### 第一轮
2022年2月27日17时，乌克兰代表团抵达白俄罗斯边境，与俄罗斯联邦代表进行谈判。但是，会议推迟到了2月28日上午举行。
2月28日的谈判持续了约5个小时。双方就议程上的所有项目进行了讨论，但没有做出任何决定，只找到了一些可以预测共同立场的优先主题。晚上，双方返回首都 。

### 第二轮
2022年3月2日中午，乌克兰外交部长德米特里·库列巴表示，目前尚无与俄罗斯进行新一轮会谈日期的信息 。3月3日早晨，乌克兰代表团前往比亚沃维耶扎森林与俄罗斯进行第二轮会谈 。
乌克兰谈判代表达维德·阿拉哈米亚于2022年3月3日宣布第二轮俄乌谈判将讨论建立人道主义走廊的问题。在3月3日的会谈中，讨论了三个议题：军事、人道主义走廊和未来谈判解决冲突。然而，雙方仅就平民撤离人道主义走廊的形式以及在平民撤离期间人道主义走廊附近暂时停止敌对行动达成一致意见。 人道主义走廊将应用于疏散平民，将药品和食品运送到战斗地点，并有可能在进行疏散的城市和村庄暂时停火。
此外，雙方同意第三轮会谈将在未来几天举行 。

### 第三轮
第三轮谈判于3月7日开始。

### 安塔利亚外交论坛
3月10日，俄羅斯外交部部长谢尔盖·拉夫罗夫和乌克兰外交部部长德米特罗·库列巴在土耳其安塔利亚与土耳其外交部部长梅夫吕特·恰武什奥卢进行会谈。经过两个小时的会谈，俄烏雙方没有达成任何协议。

### 第四轮
第四轮谈判于3月14日通过视频会议开始。会谈持续了几个小时，並且在没有取得突破情況下暫停會談。双方于3月15日恢复会谈。3月16日，双方再次恢复会谈。

### 第五轮
3月21日舉行的第五轮会谈未能取得突破。烏克蘭總統泽连斯基呼吁与俄羅斯總統普京直接对话並结束战争。

### 第六輪
3月27日，俄罗斯总统助理宣布，新一轮谈判于2022年3月29日至30日在伊斯坦布尔举行。乌克兰談判代表提到烏克蘭願意成为中立国，不加入北約以及任何军事联盟、推行无核化並且放弃尋求通過军事手段收复克里米亚和顿巴斯。俄罗斯首席谈判代表表示俄罗斯不反对乌克兰加入欧盟。4月1日，俄烏繼續進行線上和談。4月5日，布恰大屠殺發生後，乌克兰总统泽连斯基表示，他不会再与俄罗斯就乌克兰去军事化的问题谈判，並表示如果北约向乌克兰发出邀请那么乌克兰就准备加入。

### 2022年4月
2022年4月7日，俄罗斯外长谢尔盖·维克托罗维奇·拉夫罗夫表示，乌克兰起草并提交给俄罗斯政府的和平协议中包含“不可接受”的内容。拉夫罗夫说，该提议与之前與烏克蘭方面谈判代表商定的条款背道而驰。乌克兰谈判代表米哈伊洛·波多利亚克表示，拉夫罗夫的言论是在故意轉移話題，試圖轉移外界对俄罗斯军队的战争罪指控上的注意力。最后拉夫罗夫表示，“尽管烏克蘭方面有种种挑衅，但俄罗斯代表团仍将继续谈判进程，爭取讓我们自己提出的协议草案早日落實。”

### 2022年5月
5月17日，俄罗斯与乌克兰分别表示，俄乌之间的和平谈判已处于暂停状态。
5月25日，澤連斯基表示，在俄羅斯同意將克里米亞和頓巴斯地區歸還烏克蘭之前，烏克蘭不會同意和平談判。

### 2022年9月
9月14日，路透社称俄罗斯副总理德米特里·科扎克已从乌克兰方面取得不寻求加入北约组织的共识，但未得到普京同意，而且据称普京还“将（军事行动）目标扩大到吞并乌克兰大片领土”。
9月21日，泽连斯基以视频方式出席联合国大会，当中明确五个“不容谈判”的条件，包括对俄罗斯在乌克兰的犯下的罪行进行“公正惩罚”、利用符合联合国宪章的可行手段保护生命、恢复安全及领土完整、其他国家的安全保障，以及乌克兰继续捍卫自身的决心。在接受《图片报》采访的时候，泽连斯基表示当面普京会谈的机会微乎其微，除非俄罗斯从乌克兰撤军。
9月30日，普京正式宣布吞并此前占领的乌克兰四州，泽连斯基表示不会在普京还是总统的时候与俄罗斯和谈。

### 2022年10月
10月10日，俄军对乌克兰全境发动大规模导弹袭击，此前在谴责俄罗斯的《聯合國大會第ES-11/3號決議》中投弃权票的中国及印度表达关切，呼吁各方恢复冷静，以对话手段解决分歧。土耳其总统埃尔多安认为有望循外交途径解决，称普京“现在对可能出现的和谈更加开放”，基辅“没有拒绝和谈”。俄罗斯称已准备好对话，但乌克兰对俄罗斯的态度表示质疑。

### 2022年11月
11月7日，泽连斯基再次强调和谈条件：“我再说一次：恢复领土主权、尊重联合国宪章、赔偿战争造成的财产损失、惩处战争犯、保证入侵不会再次发生。”美国参谋长联席会议主席马克·米利称单纯用军事手段无法赢得乌克兰的战争，敦促俄乌双方寻找“政治解决方案”。

### 2022年12月
乌克兰外交部长库列巴在接受美联社专访时提出于次年2月举行和平峰会，由联合国秘书长安东尼奥·古特雷斯负责调停。他表示只有俄罗斯被国际法庭以战争罪起诉，乌克兰才会考虑邀请。普京发言人佩斯科夫称和平方案只有在乌克兰认可俄罗斯对乌东四州有主权的情况下，才会推进。

### 2023年2月
2月18日，出席第59届慕尼黑安全会议的中共中央政治局委员兼中央外事办主任王毅发表谈话，称中国领导人、中共中央总书记习近平会为解决莫斯科与基辅之间的“冲突”提供“和平建议”。建议文件题为《關於政治解決烏克蘭危機的中國立場》，于2月24日，也就是俄罗斯入侵乌克兰一周年当天发布。文件发表后，泽连斯基表示计划与习近平会谈，时间地点有待商榷。俄罗斯外交部发言人扎哈罗娃对北京通过和平方式解决冲突的努力表示赞赏，强调俄罗斯“对以政治外交手段实现特别军事行动目标持开放态度”，而这就要承认乌克兰新的领土现实，指的是俄罗斯吞并了此前占领的乌东四地。

### 2023年4月
2023年4月26日，中華人民共和國領導人、中共中央總書記習近平與烏克蘭總統弗拉基米爾·澤連斯基通電話，為2022年俄羅斯入侵烏克蘭以來二人首次通話。習近平表示中方既不会隔岸观火也不会拱火浇油，而且中方將派中國政府歐亞事務特別代表赴烏克蘭等國訪問。而在同日，乌克兰外交部长德米特罗·库列巴也强调了关于和平谈判的重要因素：第一个原则是任何调解努力都必须基于将乌克兰领土归还的想法。第二个原则是不要冻结冲突。如果这两项原则得到尊重，乌克兰将欢迎任何和平倡议。

### 2023年5月
華爾街日報引述匿名西方官员宣称，中國歐亞事務代表李輝訪問歐盟總部、烏克蘭、波蘭、法國與德國期間，要求俄烏雙方停火，阻止俄烏衝突蔓延，等于讓俄羅斯管理現在佔領的烏克蘭國土，並敦促歐洲在經濟上應該將中國視為美國以外的選項。有西方官員批評，中國的倡議意味烏方無法奪回被俄方侵佔的領土，由於中俄關係密切，質疑中國能否有效擔任調解俄烏戰爭的角色。乌克兰外交部长库列巴、中國外交部發言人毛寧駁斥，強調「沒有任何國家表示李輝特別代表做了《華爾街日報》報導中所做的表述」。
联合国秘书长安东尼奥·古特雷斯也表示，结束俄罗斯-乌克兰战争的和平谈判“目前不可能”，并表示俄罗斯和乌克兰显然“完全陷入了这场战争”，并且彼此确信能取得胜利。另外，欧盟外交政策部门负责人何塞普·博雷利于5月5日在佛罗伦萨欧洲大学研究所举办的一次活动上再次指出，相较于欧盟认为泽连斯基提出的和平方案是乌克兰唯一可行的和平计划，中国提出的计划不能称呼为「和平」，因为该计划只是中国一厢情愿的想法。他强调，如果中国想要和平，就要推动俄罗斯撤军

### 2023年6月

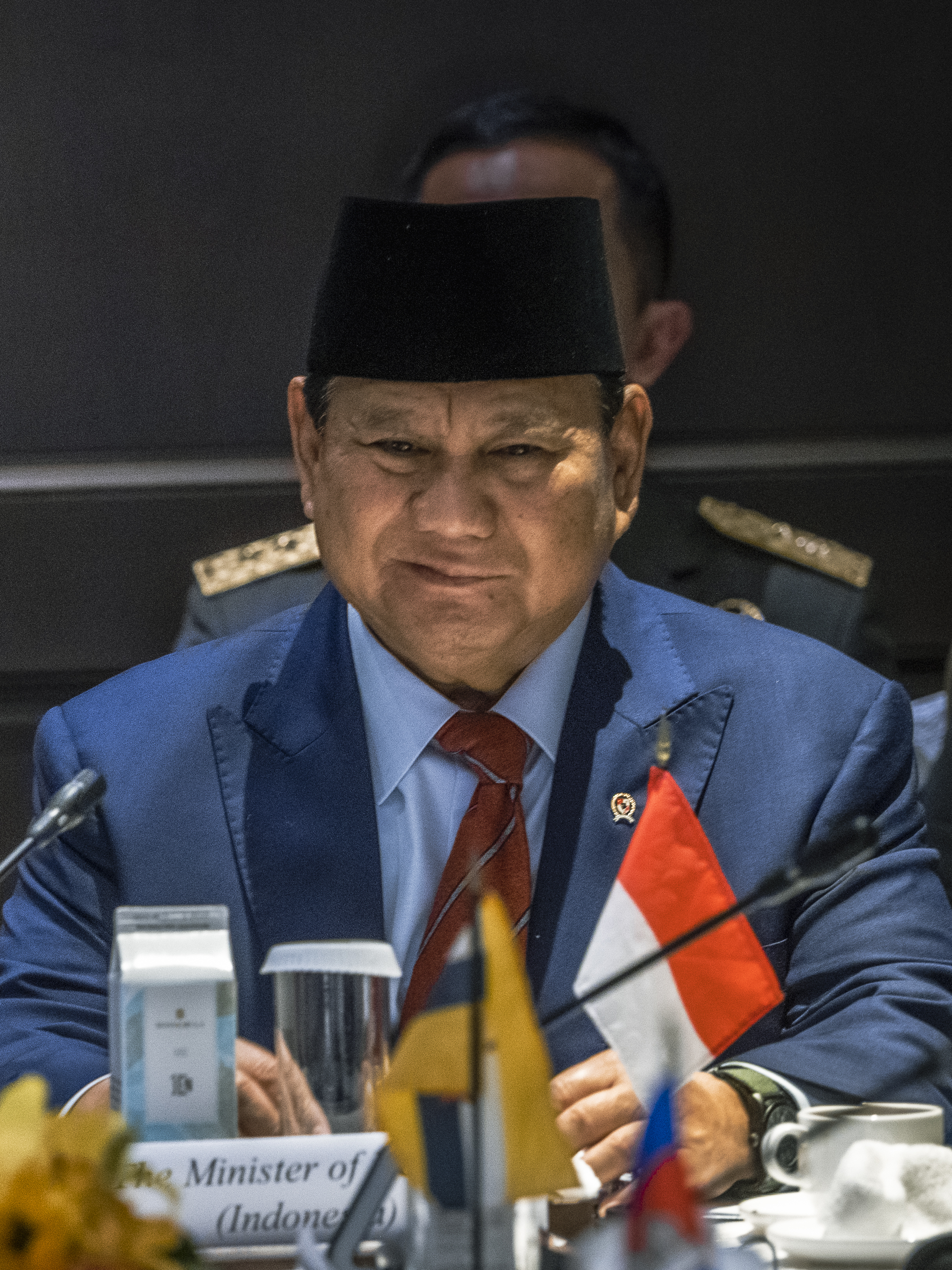
印尼国防部长普拉博沃·蘇比安托在新加坡举行的香格里拉对话安全峰会上提出和平方案

在新加坡的香格里拉对话安全峰会上，印尼国防部长普拉博沃·蘇比安托提出多点和平建议，包括暂时停火、建立由联合国维和部队观察和监测的非军事区。苏比安托认为应该发起一场联合国公投，以客观了解争议地区大多数居民的意愿。苏比安托提出的方案遭到欧盟外交和安全政策高级代表何塞普·博雷利批评。乌克兰国防部长阿列克謝·列茲尼科夫认为中国、巴西及印尼提出的和平方案是在尝试代表俄罗斯进行调解，称“现在他们都想成为俄罗斯方面的调解方，这就是这种调解根本不适合我们的原因，因为它们本身就不公正”。列兹尼科夫表示，如果北京能够说服俄罗斯从占领领土撤军，乌克兰乐意让中国在俄乌和谈中担任调解人。
南非、埃及、塞内加尔、刚果共和国、葛摩、赞比亚和乌干达等非洲国家的代表访问俄乌两国。俄乌两国均对非洲代表团表示欢迎，但乌克兰外交部长库列巴发出警告，称任何和平倡议都应该尊重乌克兰的领土完整，必须在字里行间体现出乌克兰领土不再归俄罗斯所有，不能敷衍了事。其次，任何和平计划都不能仅是暂时冻结冲突。在基辅会见各国首脑后，乌克兰总统泽连斯基发表谈话，表示与俄罗斯的和谈只有在莫斯科完全从占领领土撤军后才能进行。次日，南非总统西里爾·拉馬福薩率非洲各国领导人前往圣彼得堡，与俄罗斯总统普京会谈。拉马福萨向普京表示战争必须停止，普京则拒绝了代表团提出的和平方案；这份方案建基于接受乌克兰被国际社会所认可的边境一点。

### 2023年7月
在圣彼得堡的2023年俄非峰会上，普京向与会非洲各国领导人表示，由于乌克兰对东南部的俄占领土展开反攻，俄罗斯不会与乌克兰方面进行停火及和平谈判。

### 2023年8月
8月5日至6日，沙特阿拉伯与包括中国在内的40个国家在吉达举行多国会谈，商讨泽连斯基提出的和平方案，俄罗斯未出席会谈。会议前夕，泽连斯基的幕僚长安德烈·叶尔马克表示会讨论乌克兰提出十点和平方案。若方案得到有效实施，“不仅能确保乌克兰的和平，还将建立应对世界未来冲突的机制”。会后未有发表联合声明。与会者同意成立工作组商讨泽连斯基和平方案关键要点的细节，即要求俄军从乌克兰全面撤军，同时设立平行的大使小组，继续就该问题开展技术工作。

### 2023年9月
2023年9月27日，俄罗斯外长拉夫罗夫在塔斯社专访中表示，如果乌克兰“认真考虑局势”及俄罗斯安全利益，俄罗斯就会“准备达成协议”。拉夫罗夫表示，俄罗斯安全利益之一，就是“防止敌对纳粹政权在俄罗斯边境附近出现”。拉夫罗夫还表示，俄罗斯“没有看到西方国家提出严肃的建议”，他们正在推动泽连斯基的“和平方案”作为“谈判唯一基础”而且谈论和平方案是“毫无意义的”，因为这“只是一个最后通牒”。拉夫罗夫也赞赏阿拉伯国家联盟在2023年6月召开和平峰会，虽然峰会没有提出正式的和平方案。此外拉夫罗夫也赞赏中国、巴西及其他国家的和平方案，指“他们都真诚地希望促成一项协议，而该协议将考虑当前局势的根源，以及消除这些根源的必要性，以确保各方的平等安全。”
斯洛伐克总理罗贝尔特·菲佐认为持续向乌克兰提供武器只会引发更多杀戮及无尽的战争。因此，有关各方应朝着停火方向努力，推动俄乌双方进行和平谈判。在9月份的采访中，菲佐坦言：“我们为什么不能利用欧盟及美国的力量，促使交战双方坐下来，找到能保障乌克兰安全的某种折中方案？”菲佐赞赏梵蒂冈、巴西及中国提出的和平方案，又指斯洛伐克政府会不遗余力启动俄乌和平谈判。

### 2023年10月
据NBC新聞报道，10月11日，乌克兰防卫联络小组开始与乌克兰政府官员进行直接且机密的会议。与会者的两名美国人员表示，乌克兰官员正讨论和平谈判的大致轮廓。

### 2023年11月
11月10日，法国总统埃马纽埃尔·马克龙称俄罗斯在乌克兰的所作所为是“帝国主义、殖民主义”行径，法国与其他国家“有责任”帮助乌克兰防卫自己，与俄罗斯共同找寻解决方案、举行公正和谈的时机终将到来。
11月16日，泽连斯基在美国全国广播公司的电视采访中拒绝了与俄罗斯的和平谈判：“我不准备和恐怖分子交谈，他们的话毫无意义。他们必须滚出我们的领土，只有这样，世界才能开启外交。”
11月22日，普京称俄罗斯“准备好谈判”，以结束乌克兰战争的“悲剧”。他指责乌克兰领导层拒绝与俄罗斯进行和谈。

### 2023年12月
2023年12月1日，烏克蘭和平方案第10次工作会议在乌克兰首都基辅召开，83个国家及3个国际组织代表与会。
12月15日，一年一度的普京记者会举行，会上普京称“只有当我们的目标达成，乌克兰才会和平”，而目标“没有改变”，包括“去纳粹化、去军事化及中立地位”。对2022年9月俄羅斯吞併烏克蘭四州，普京表示每年会拨款1万亿卢比支持四个地区的开发，帮助他们“荣誉俄罗斯的经济社会生活”。至于俄罗斯的其他地区，情况从根本上来说要好一些，因为基辅政府“没有给予这些地区应有的关注”。
12月23日，《纽约时报》称普京至少从2022年9 起就通过中间人发出信号，表示“他对停火持开放态度，以冻结目前的战斗”。该报引述美国及外国官员，称他们收到普京特使，以及两名与克里姆林宫关系密切的前俄罗斯高级官员的消息。一名前俄罗斯高级官员向该报表示，普京“愿意结束目前的状态”，但“不愿撤退1米”。

### 2024年1月
泽连斯基称感觉不到盟友施加压力，要求他们同意俄罗斯的停火协议。他警告称，“所有冻结的冲突最终都会死灰复燃”。

### 2024年2月
在塔克·卡尔森的采访中，普京说他准备好和泽连斯基谈判，敦促泽连斯基撤回拒绝谈判的决定。驻拉脱维亚的俄罗斯记者列昂尼德·拉戈津（Leonid Ragozin）观察到：“普京的最后一步棋，似乎就是按照在伊斯坦布尔达成的临时路线，来达成协议，只不过这一次是以俄罗斯在谈判时候后占领并吞并了乌克兰的领土为前提。这当中暗含着威胁，那就是如果乌克兰继续负隅顽抗，就会失去更多领土，更不用说生命及基础设施了。”普京说“我们还没有达成我们的（战争）目标，因为其中一个是去纳粹化，这代表着要禁止所有的新纳粹运动。在专访中，普京没有提到他将为和平谈判提出的条件，例如泽连斯基政府下台。”至于卡尔森问普京对已经占领的领土满不满意，普京没有回答，而是重新了此前的答案。
据俄方消息人士，美国拒绝了普京的停火协议。据称，普京在协议中提出冻结目前各阵线的冲突，同时让俄罗斯保留已占领的土地。美方消息人士否认俄罗斯与他们有官方接触，重申在乌克兰缺席的情况，美国不会参与谈判。克宫否认普京秘密起草停火协议。

### 2024年3月
普京秘密起草停火协议一事，与普京本人及其政府部分人员的公开说法相左。2024年3月4日，俄羅斯聯邦安全會議副主席德米特里·梅德韦杰夫发表谈话，称已排除了与乌克兰现届领导人进行和平谈判的可能性。如果之后上台的乌克兰政府想谈判，就需要接受俄罗斯占领。梅德韦杰夫又称乌克兰是俄罗斯的固有领土，他用一幅大地图证明俄罗斯控制着乌克兰的大多数领土，而乌克兰西边的领土被波兰、匈牙利及罗马尼亚瓜分。
教宗方濟各受访称，在“事情变糟糕前”，乌克兰不应该对和俄罗斯谈判感到羞愧。他表示“谈判”这个字象征着勇气，“当你看到你被击败，事情进展不顺利的时候，你就要有谈判的勇气。谈判永远不代表投降。”波兰外长拉多斯瓦夫·西科尔斯基在X回应称：“不如折中点，鼓励普京拿出勇气从乌克兰撤军？这样就可以马上和平，哪里还需要谈判。”
3月13日，普京表示：“仅仅因为他们（指乌克兰）耗尽弹药就进行谈判，对我们来说实在有点荒谬。话虽如此，我们已经准备好进行严肃的对话，希望透过和平手段，所有冲突能得到解决，尤其是这场冲突。但我们必须清楚地认识到，这不是敌人重新武装前的休息，而是一场严肃的对话，涉及保障俄罗斯联邦的安全利益。”对于普京的言论，德国总理奥拉夫·朔尔茨的发言人称普京“取消军事行动，（从乌克兰）撤军，准备好走上谈判桌，战争就可以随时结束”。

### 2024年5月
四名俄罗斯消息人士告诉路透社，普京已准备好结束乌克兰，从目前各个前线冻结战争。他们表示普京认为西方国家正试图破坏停火谈判。乌克兰称普京的言论意在诋毁6月份举行的乌克兰和平峰会。
意大利国防部长圭多·克罗塞托对局势进一步冲突表示反对，称需要“保留立即开展停战谈判，并在未来几个月内启动和平谈判的可能性”。

### 2024年6月
6月14日，普京在俄罗斯外交部发表讲话，称乌克兰必须“开始从行政边界内的顿涅茨克州、盧甘斯克州、赫尔松州和扎波羅熱州全面撤军”，其中的边界必须是“它们加入乌克兰时就已存在”的边界。另外，普京要求乌克兰“正式宣布放弃加入北约的计划”。上述条件得到满足后，“我方会发布立即停火、启动谈判的命令。我再重申一次，我们会马上这样做。”普京表示，从本质上讲，俄方的提议“不是临时休战，不是冻结冲突，而是最终的解决方案”。普京还将乌克兰保持中立及实现无核化，以及国际社会解除对俄罗斯制裁列为和平的附加条件。普京表示，此次计划是“又一个真正具体的和平建议”，如果乌克兰及其盟友拒绝，“那么这就是他们的问题，他们要为不断出现的流血事件付上政治和道德责任”。针对普京提出的最新方案，泽连斯基对Sky TG24表示：“这些话是最后通牒，就跟希特勒说‘把捷克斯洛伐克的一部分领土给我，战争就会结束’一样。”
6月15至16日，一場與俄烏戰爭相關的國際和平峰會於瑞士下瓦爾登州布尔根施托克度假村召開。此峰會繼先前與俄烏戰爭相關的四場重要會議之後，此次峰會由瑞士聯邦總統阿姆赫德主持。81个国家和4个国际组织签署了峰会最后发布的公报。伊拉克和约旦在签署公报后撤回。沙特阿拉伯、印度、南非、泰国、印度尼西亚、墨西哥、阿联酋、亚美尼亚、巴林、哥伦比亚、利比亚、卡塔尔等国拒绝签署会议公报。联合国、君士坦丁堡普世牧首区、梵蒂冈等国际组织和宗教代表没有签署和平公报。安提瓜和巴布达后续签署公报，成为第一个未出席会议但加入公报的美洲国家。赞比亚随后也加入签署公报行列。

### 2024年7月
7月，匈牙利總理歐爾班·維克托宣佈進行多次未經協調的「和平任務」，他先在基輔訪問澤連斯基，隨後前往莫斯科會見普京，並在之後訪問北京會見中華人民共和國領導人習近平。歐爾班此次訪俄沒有得到歐盟政府的「正式授權」，導致其被多個歐盟國家領導人和烏克蘭政府的譴責。
7月24日，乌克兰外交部长德米特罗·库列巴与中共中央政治局委员兼中国外长王毅在广州举行了超过三小时的会谈。

### 2025年1月
2025年1月20日，唐纳德·特朗普宣誓就任新一任美国总统。两天后，特朗普警告普京道，若不达成终结俄乌战争的协议，将提高关税、升级制裁措施。正式宣誓就职前，特朗普就扬言在24小时内解决俄乌战争，但没有做到。特朗普说他不想伤害俄罗斯，一直以来也跟普京保持良好关系，还称自己仰慕普京。
普京回应称，他已经准备好和特朗普谈判，其言论被认为是在“讨好特朗普”。泽连斯基认为普京在操纵特朗普，但不会得逞。特朗普说泽连斯基“不应该允许这场战争发生”，认为他应该为战争付上部分责任。

### 2025年2月

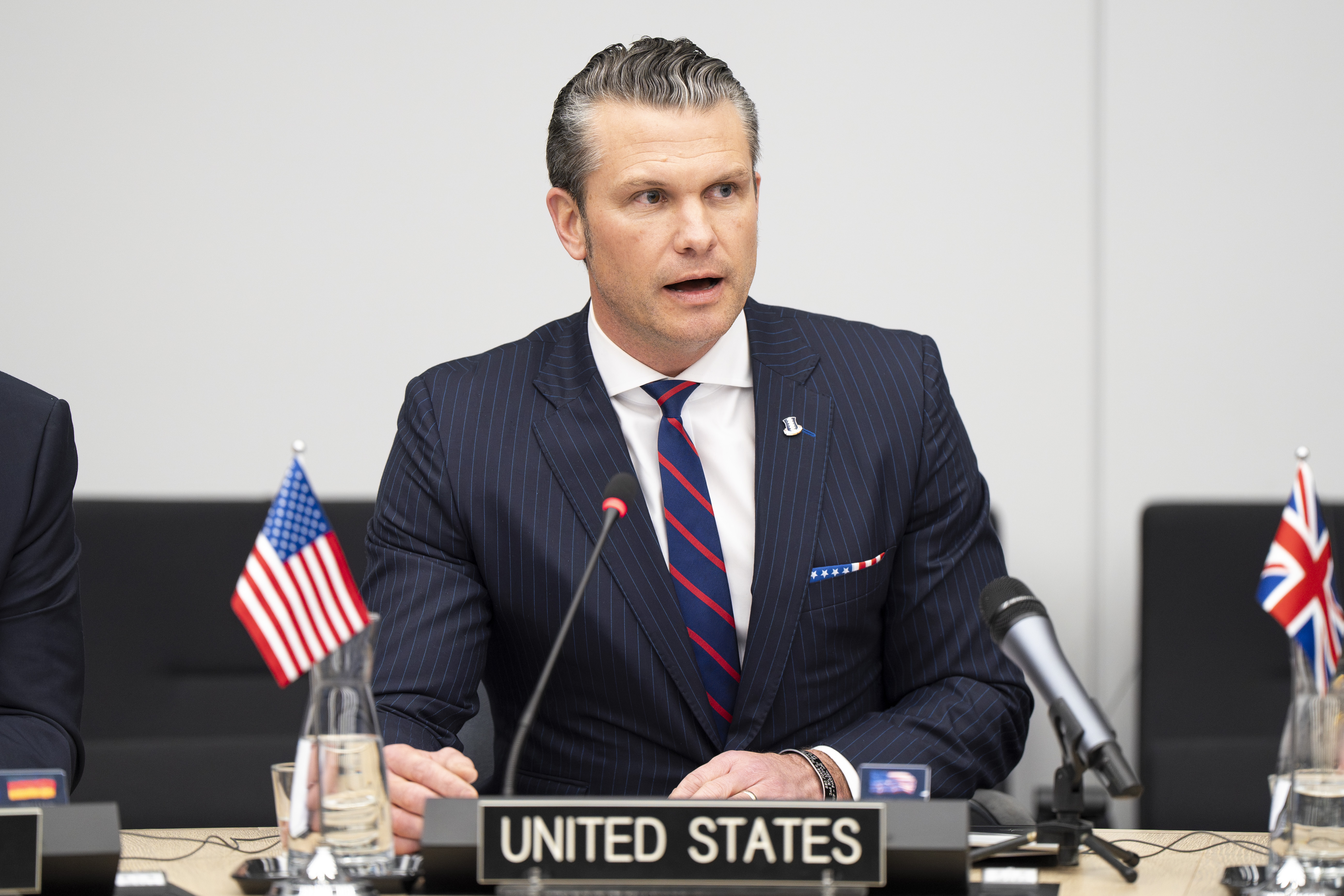
2025年2月12日，皮特·赫格塞斯在北约总部召开的乌克兰国防联络小组会议上发言

2月12日，乌克兰国防联络小组在北约总部召开特朗普上任美国总统后的首次会议，此次会议标志着美国立场的重大转变。会议上，新任美国国防部长皮特·赫格塞斯称让乌克兰恢复2014年前的边界是“不现实的目标”，试图收复全部领土“只会延长战争，让更多人受苦受难”。他表示，乌克兰必须拥有“强大的安全保障”，但也称“美国不认为让乌克兰加入北约能成为谈判解决上的现实方案”。美国期待欧洲向乌克兰提供更多经济军事援助，以便美国将精力集中在本土防御。赫格塞斯强调美国不会向乌克兰派遣维和部队，任何维和部队都不应该接受北约指挥。
当天晚些时候，特朗普表示与普京进行了一次高效的通话，普京同意“由各自团队立即开展谈判”。特朗普也和泽连斯基进行通话，泽连斯基表示：“我们正和美国规划下一步行动，以制止俄罗斯的侵略，确保持久、可靠的和平。”特朗普否认将泽连斯基排除在和平进程外，但表示“在某个时候你们（乌克兰）也需要举行选举”，直至泽连斯基的民调数据“不太好”。
乌克兰与欧洲盟友对特朗普单方面开启与普京的谈判、向俄罗斯做出明显让步感到震惊。泽连斯基表示乌克兰不接受没有他们参与的协议，乌克兰外交部长安德烈·西比加强调“没有乌克兰，就不能谈乌克兰问题”。欧盟外交与安全政策高级代表卡娅·卡拉斯说“欧洲必须在谈判中扮演中心角色”，没有乌克兰或欧盟参与的协议必定失败。她表示，在谈判开始前就对俄罗斯的要求作出让步，明显不是“好的策略”，是“绥靖主义”。她承诺，如果乌克兰在欧盟支持下拒绝莫斯科和华盛顿达成的协议，欧盟将继续提供支持。
英国、法国、德国、意大利、波兰和西班牙发表联合声明，重申支持乌克兰“独立、主权和领土完整”，表示“乌克兰和欧洲必须参与谈判”，乌克兰必须获得“强有力的安全保障”。德国防长鲍里斯·皮斯托里乌斯批评美国不应该在谈判前就跟俄罗斯让步，法国防长塞巴斯蒂安·勒科尔尼认为美国应该“以实力促和平”，而不是“用软弱求和平”。英国防长約翰·希利表示“没有乌克兰就不能进行乌克兰问题谈判”。
特朗普第一任政府时期的总统国家安全事务助理约翰·博尔顿也认为特朗普“明显是在谈判开始前跟普京投降，国防部长赫格塞斯宣布的立场……构成了一项解决方案的条款，而这些条款让克里姆林宫来写都可以。”与此同时，克里姆林宫对特朗普与前任总统拜登持相反立场表示赞赏。
赫格塞斯发表争议言论第二天，在记者会上表示“一切都摆在谈判桌上”，由特朗普决定，似乎想收回之前的言论。特朗普的乌克兰问题副特使约翰·科尔（John Coale）表示，谈判选项包括乌克兰有机会加入北约、通过谈判恢复国际认可的边界。美国副总统JD·萬斯表示，如果俄罗斯不真诚谈判，美国可能会使用“军事手段”。
2月14至16日，第61届慕尼黑安全会议召开，会上美国副总统万斯、泽连斯基和德国总理朔尔茨发表各自的观点。
2月16日，美国国务卿馬可·魯比奧称乌克兰和欧洲参加任何结束战争的“真正谈判”。特朗普当天还表示，乌克兰总统泽连斯基“将参与”和平谈判。特朗普特使、长期盟友史蒂夫·维特科夫称外界对乌克兰和欧洲排除在和平谈判之外的担忧不存在。卢比奥表示：“一通电话无法解决如此复杂的战争。但我可以告诉你们，特朗普是全世界唯一一个可能推动这个进程的领导者。”

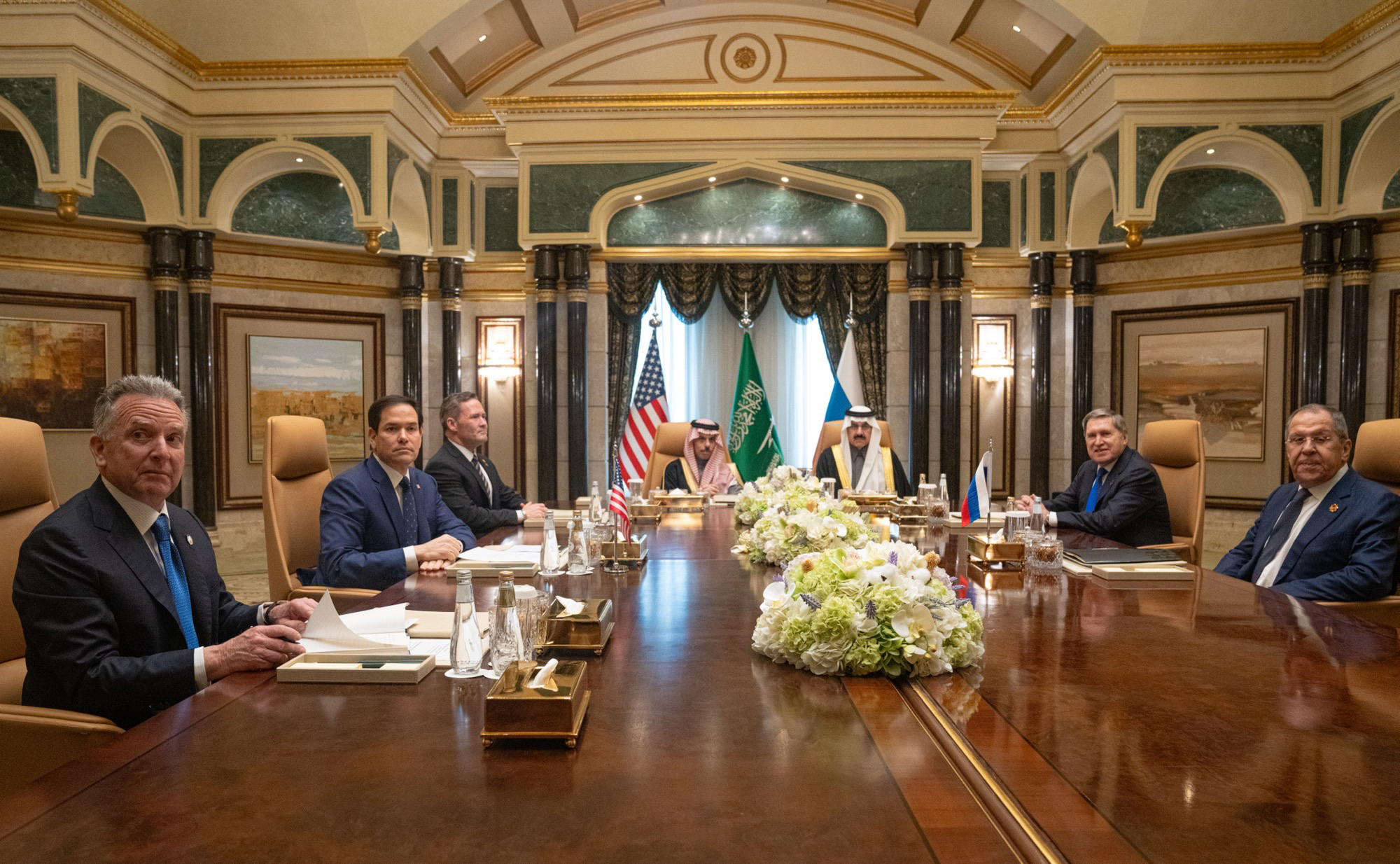
美俄代表团利雅得会面

2月18日，由美国国务卿卢比奥和俄罗斯外长拉夫罗夫分别率领的代表团在沙特阿拉伯利雅得会谈，共同制定关于乌克兰战争的进一步谈判框架。双方决定成立解决乌克兰冲突谈判小组，并恢复双方大使馆的人数，以便后续和谈；会后特朗普公开指责乌克兰未能“达成协议”实现和平，导致俄罗斯发动入侵，还质疑泽连斯基作为乌克兰总统的合法性。泽连斯基则对再次强调对美俄会谈“不参与，不承认”的立场。

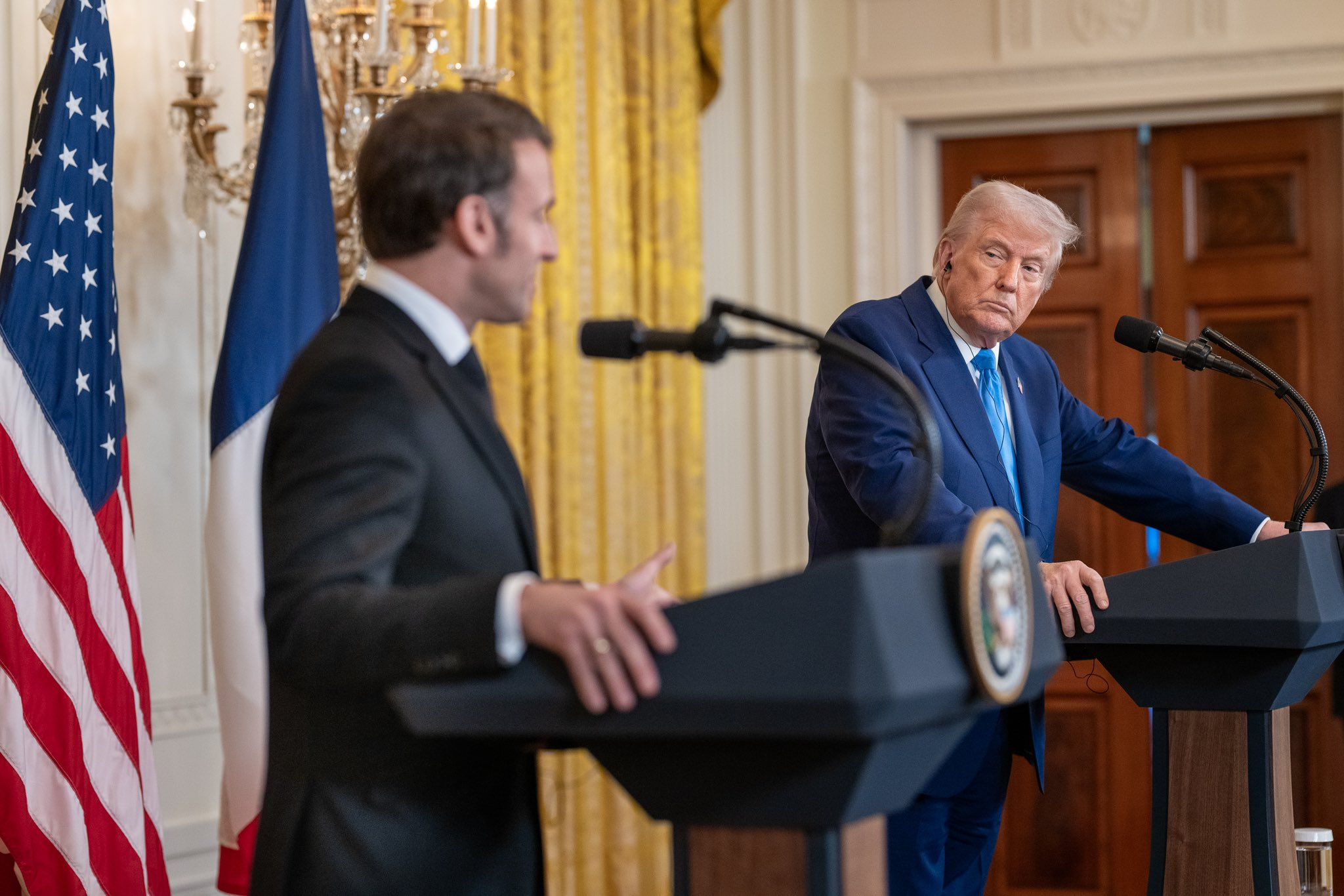
法国总统马克龙举行记者会

2月24日，联合国安全理事会表决通过美国提出的第2774号决议，决议敦促各方协助乌克兰实现长期和平，同时未谴责俄罗斯。联合国大会表决谴责俄罗斯入侵乌克兰的第ES-11/7号决议，美国、以色列、俄罗斯等国投反对票。同日，特朗普与法国总统马克龙在白宫举行会晤，马克龙表示俄乌双方同意在未来几周内达成停战协议；特朗普表示乐见战争尽早结束，并会支持欧盟向乌克兰派遣维护部队。当天下午，中共中央总书记兼中国国家主席习近平与俄罗斯总统弗拉基米尔·普京通电话，期間普京介绍了俄美接触最新情况和俄方在乌克兰危机问题上的原则立场，表示俄方致力于消除俄乌冲突根源，达成可持续和长久的和平方案；习近平則重申了2022年提出的解决危机“四个应该”等基本主张，以及2024年中国同巴西一道会同部分全球南方国家成立的乌克兰危机“和平之友”小组。
2月26日，《基輔獨立報》報導，俄羅斯外交部長拉夫羅夫表示，美國和俄羅斯官員將於2月27日舉行第二輪烏克蘭和平談判，將討論重新開放大使館的問題。
2月28日，泽连斯基亲赴华盛顿白宫，计划签署美国提出的稀有矿产开采协议。然而在会晤开始约40分钟后，现场记者质疑特朗普和普京站在同一阵线，特朗普表示不跟俄乌两国交好，很难达成协议，继而指责泽连斯基和普京互相仇视，让谈判难以进行。在场的美国副总统J·D·万斯为特朗普缓颊，称特朗普是希望通过外交手段解决问题。泽连斯基表示，早在2014年俄罗斯入侵克里米亚，普京当时说停战，结果还是违反了，质问万斯是用什么样的外交手段结束战争。特朗普突然提高音量，警告泽连斯基“要么达成协议，要么我们退出”，批评泽连斯基“拿数百万人的生命做赌注，你在拿第三次世界大战作赌注”。万斯也指责泽连斯基进行“宣传巡演”，态度不尊重美国，不懂得感恩美国协助。会议在激烈的争吵声中落下帷幕，泽连斯基提前离开白宫，未出席原定的联合新闻发布会，特朗普则在社交媒体上发表声明，表示这项拟议中的协议已告吹。

### 2025年3月
3月2日，英國首相施紀賢於倫敦召開2025年倫敦烏克蘭峰會，組建「自願聯盟」，以強化歐洲對烏克蘭的支持。
3月3日，特朗普宣布暂停美国对乌克兰的一切军事援助。
3月11日，美乌官员在沙特阿拉伯吉达会面，乌方在会谈中接受美方提出的停火30天建议。按照协议，特朗普政府恢复对乌军事援助及情报共享，卢比奥表示和平协议待俄罗斯批准便实施。
3月18日，特朗普与普京进行电话会谈，会后俄罗斯和乌克兰同意暂停互相攻击能源基础设施一个月，立即开始停火谈判。

### 2025年4月
4月19日，普京提出在复活节期间停火30小时，停火时段从莫斯科时间下午6点起，至4月19日晚上11点59分，得到乌克兰接受，是俄罗斯入侵乌克兰以来双方首次停火。然而停火期间双方互相指责对方违反停火协议，仍有袭击行为。

### 2025年5月
5月16日，俄烏雙方在美國、土耳其斡旋下，雙方代表團官員在土耳其伊斯坦堡舉行三方會談。會後，俄羅斯就談判發表聲明，指俄羅斯代表團對與烏方的談判結果表示滿意、俄烏將進行千人規模的換俘、俄羅斯準備繼續與烏克蘭談判等。

### 2025年6月
6月1日，在烏克蘭進行蛛網行動的隔天，雙方代表團官員在6月2日於土耳其伊斯坦堡舉行第二輪會談，談持續超一小時，全程使用俄文進行。會後，雙方同意交換所有重病戰俘和25歲以下的戰俘、並以「6,000換6,000」的模式交換陣亡士兵遺骸。同時，烏方提議6月20至30日舉行俄烏領導人會晤。截止6月16日，俄国防部证实，俄方已向乌克兰移交6,060具乌军遗体（乌内务部长则称6,057具），从乌方接收了78具俄军遗体，并已准备好再向乌方移交2,239具遗体。

### 2025年7月
7月11日，烏克蘭外交部發言人格奧爾基·季希說，美國對烏克蘭的軍事援助已恢復。

### 2025年8月
8月15日，特朗普與普京在美國阿拉斯加州會面。经过三个小时的会晤，双方未达成明确停火协议；在之后的举行联合记者会，普京赞扬谈判“相互尊重的建设性氛围”与“邻里般的对话”，特朗普则表示两国已达成某种“协议”，但强调和平需先消除冲突的“根本原因”。记者会末尾，普京邀请特朗普到莫斯科展开会谈。
8月18日，特朗普與澤連斯基和歐洲多國領袖在美國白宮舉行峰會，消息人士指會上特朗普曾與澤連斯基討論美、俄、烏三方峰會的詳情，據報白宮的舉辦地首選是匈牙利首都布達佩斯，而法國總統馬克龍則力推瑞士日內瓦。8月19日，特朗普接受美國媒體訪問時透露，歐洲盟友們都積極表態願意派兵到烏克蘭負責維和，而美國不會派部隊到烏克蘭，但可能提供空中支援。

## 参与者

### 烏克蘭
- 人民公僕党议会党团主席达维德·阿拉哈米亚（英语：Davyd Arakhamia）；
- 乌克兰国防部长阿列克謝·列茲尼科夫；
- 乌克兰总统办公室主任顾问米哈伊尔·波多利亚克；
- 乌克兰驻三方联络小组（英语：Trilateral Contact Group on Ukraine）第一副组长安德烈·科斯京（俄语：Костин, Андрей Евгеньевич）；
- 乌克兰人民代表鲁斯捷姆·乌梅罗夫；
- 乌克兰外交部副部长尼古拉·托奇茨基（英语：Mykola Tochytskyi）[8] 。

### 俄羅斯
- 俄罗斯联邦总统助理弗拉基米尔·梅金斯基；
- 俄罗斯国防部副部长亚历山大·福明（英语：Alexander Fomin）；
- 俄罗斯外交部副部长安德烈·鲁坚科；
- 国家杜马国际事务委员会主席列昂尼德·斯卢茨基；
- 俄罗斯驻白俄罗斯大使鲍里斯·格里兹洛夫[157] 。

## 民意調查
根據2022年9月初蓋洛普在烏克蘭進行的民意調查，70%的烏克蘭人希望烏克蘭繼續戰鬥直至取得勝利，26%贊成以談判儘快結束戰爭。

## 评价
乌克兰总统弗拉基米尔·泽连斯基称：
|  | ……我不太相信这次会谈能取得结果，但让他们试试吧；这样乌克兰人就不会怀疑我作为总统在仍有机会时没有试图阻止战争。 |

据乌克兰外长德米特里·库列巴介绍，乌克兰代表团听取了俄罗斯的意见，并就这场战争表达了自己的立场。重要的是，这些谈判能够带来和平并结束战争：
|  | ……但是，我再次强调，我们不会放弃，我们不会投降，我们不会放弃一寸领土；那不是我们战斗的目的。 |

2024年7月31日，乌克兰总统弗拉基米尔·泽连斯基同意许多国家要求让俄罗斯参与第二次乌克兰和平峰会称：
|  | 当今世界大多数国家都认为俄罗斯必须派代表参加第二次峰会，否则我们将不会取得重要成果。既然全世界都希望他们参加会议，我们就不能反对。我们将根据第一次峰会上公开提出的和平方案制定一项计划，并由外交官设定一个日期，以便在11月提交的一份文件中，将包含领土完整、主权等。 |

泽连斯基也敦促中國停止俄罗斯的侵略行为：
|  | 如果中国愿意，它可以迫使俄罗斯停止这场战争。中国是属于世界一个有影响力的国家。我不希望北京成为调解人，我希望它向克里姆林宫施加压力。 |

## 备注
1. ↑  2022年3月8日，中国领导人习近平同法国、德国领导人举行视频峰会时提出“四个应该”，强调各国主权、领土完整都应该得到尊重，联合国宪章宗旨和原则都应该得到遵守，各国合理安全关切都应该得到重视，一切有利于和平解决危机的努力都应该得到支持[135]